# 1038

## Úmrtí
- 5. května – Svatý Gothard, benediktinský mnich, opat a biskup v Hildesheimu (* 960)
- 18. července – Gunhilda Dánská, římská královna (* 1019/1020)
- 15. srpna – Štěpán I., uherský král a svatý (* 975)
- 1. listopadu – Heřman I. Míšeňský, míšeňský markrabě (* 980?)
- 15. prosince – Vilém VI. Akvitánský, akvitánský vévoda (* 1004)
- Heřman IV. Švábský, švábský vévoda (* možná 1015)

## Hlavy států
- České knížectví – Břetislav I.
- Papež – Benedikt IX.
- Svatá říše římská – Konrád II.
- Anglické království – Harold I.
- Aragonské království – Ramiro I. Aragonský
- Barcelonské hrabství – Ramon Berenguer I. Starý
- Burgundské království – Rudolf III.
- Byzantská říše – Michael IV. Paflagoňan
- Dánské království – Hardaknut
- Francouzské království – Jindřich I.
- Kyjevská Rus – Jaroslav Moudrý
- Kastilské království – Ferdinand I. Veliký
- Leonské království – Ferdinand I. Veliký
- Navarrské království – García V. Sánchez
- Norské království – Magnus I. Dobrý
- Polské knížectví – Kazimír I. Obnovitel
- Skotské království – Duncan I.
- Švédské království – Jakob Anund
- Uherské království – Štěpán I. / Petr Orseolo